# Затынайченко, Иван Иванович
Иван Иванович Затынайченко (29 января 1919 — 25 июня 1977) — гвардии старший лейтенант Рабоче-крестьянской Красной Армии, участник Великой Отечественной войны, Герой Советского Союза (1945).

## Биография
Иван Затынайченко родился 29 января 1919 года в селе Жигайловка (ныне — Корочанский район Белгородской области). 
После окончания неполной средней школы работал в хозяйстве, затем в колхозе. В 1939 году Затынайченко окончил три курса Новооскольского сельскохозяйственного техникума. В том же году он был призван на службу в Рабоче-крестьянскую Красную Армию. С июня 1941 года — на фронтах Великой Отечественной войны. Прошёл путь от помощника командира стрелкового взвода до командира танковой роты. Окончил курсы младших политруков и Казанскую танковую школу. В боях четыре раза был ранен. Принимал участие в сражениях на Южном, Сталинградском, Донском, Воронежском, 1-м Украинском, 1-м и 2-м Белорусском фронтах. К августу 1944 года гвардии старший лейтенант Иван Затынайченко командовал ротой танков «Т-34» 1-го танкового батальона 58-й гвардейской танковой бригады 8-го гвардейского танкового корпуса 70-й армии 1-го Белорусского фронта. Отличился во время освобождения Польши.
25 августа 1944 года рота Затынайченко перерезала дорогу Белосток-Варшава. Противник предпринял четыре контратаки, но всё они были отбиты. В тех боях рота уничтожила 2 танка, 4 артиллерийских орудий, около взвода немецкой пехоты. 26 августа танкисты Затынайченко уничтожили две вражеских переправы через Западный Буг и нанесли противнику большие потери в боевой технике и живой силе.
Указом Президиума Верховного Совета СССР от 24 марта 1945 года за «образцовое выполнение боевых заданий командования на фронте борьбы с немецкими захватчиками и проявленные при этом мужество и героизм» гвардии старший лейтенант Иван Затынайченко был удостоен высокого звания Героя Советского Союза с вручением ордена Ленина и медали «Золотая Звезда» за номером 7196.
В октябре 1945 года в звании старшего лейтенанта Затынайченко был уволен в запас. Вернулся в родное село, работал председателем артели. Скончался 25 июня 1977 года, похоронен в Жигайловке.
Был также награждён орденами Красного Знамени, Александра Невского, Отечественной войны I степени, рядом медалей.

## Награды и звания
- Герой Советского Союза (24.3.1945)
- Орден Ленина (24.3.1945)
- Медаль "Золотая Звезда"
- Орден Красного Знамени (4.8.1944)
- Орден Александра Невского (24.9.1944)
- Орден Отечественной войны I степени (25.4.1945)
- Медаль "За отвагу" (22.3.1942)
- Другие медали

## Память
- Памятный знак в селе Жигайловка.
- В Марьина Горка (Беларусь). Мемориал в честь 8-й Гвардейской Краснознаменной танковой дивизии. Один из памятных знаков посвящён Герою.

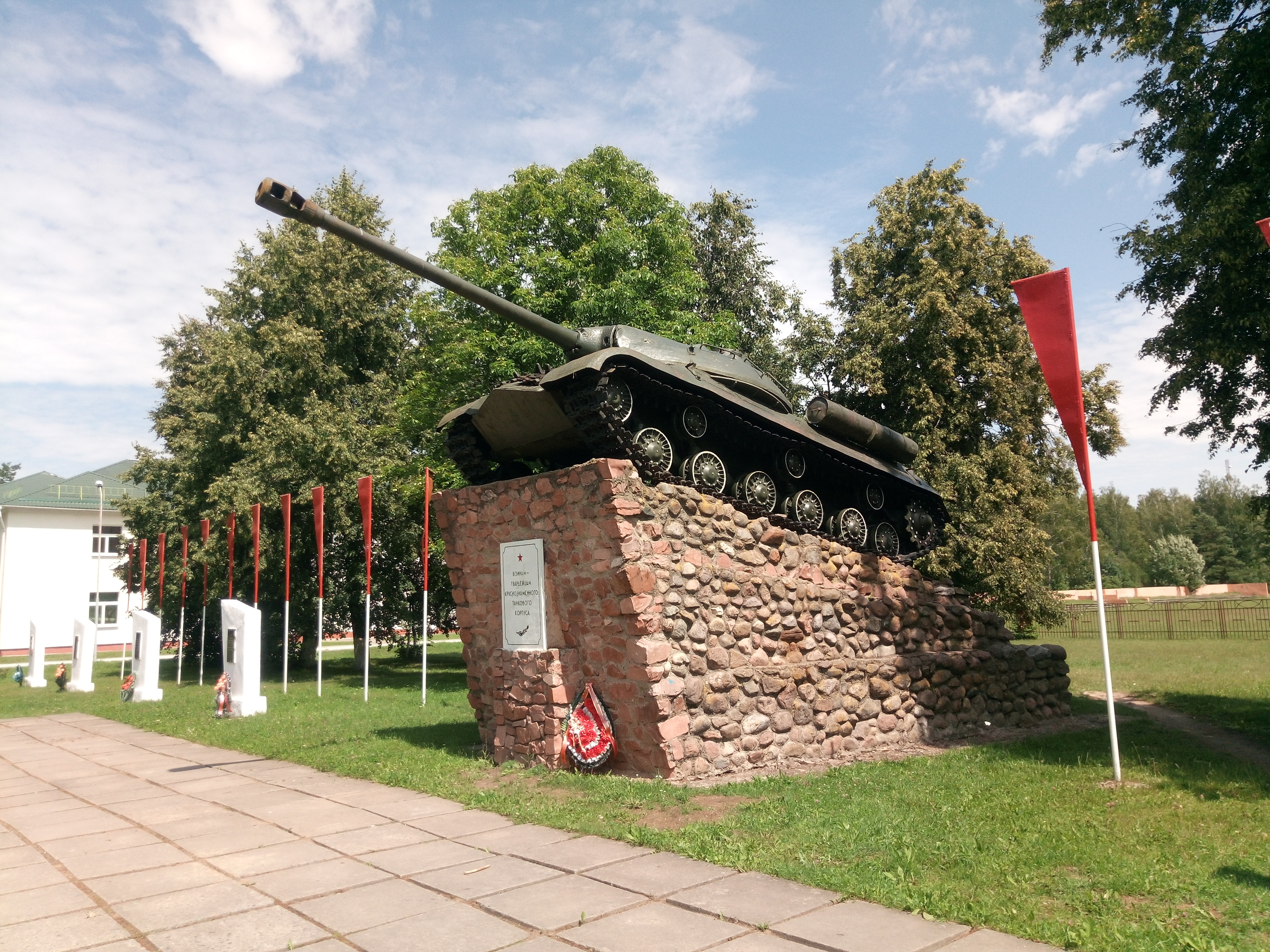
Марьина Горка. Памятник воинам-гвардейцам Краснознамённого танкового корпуса.
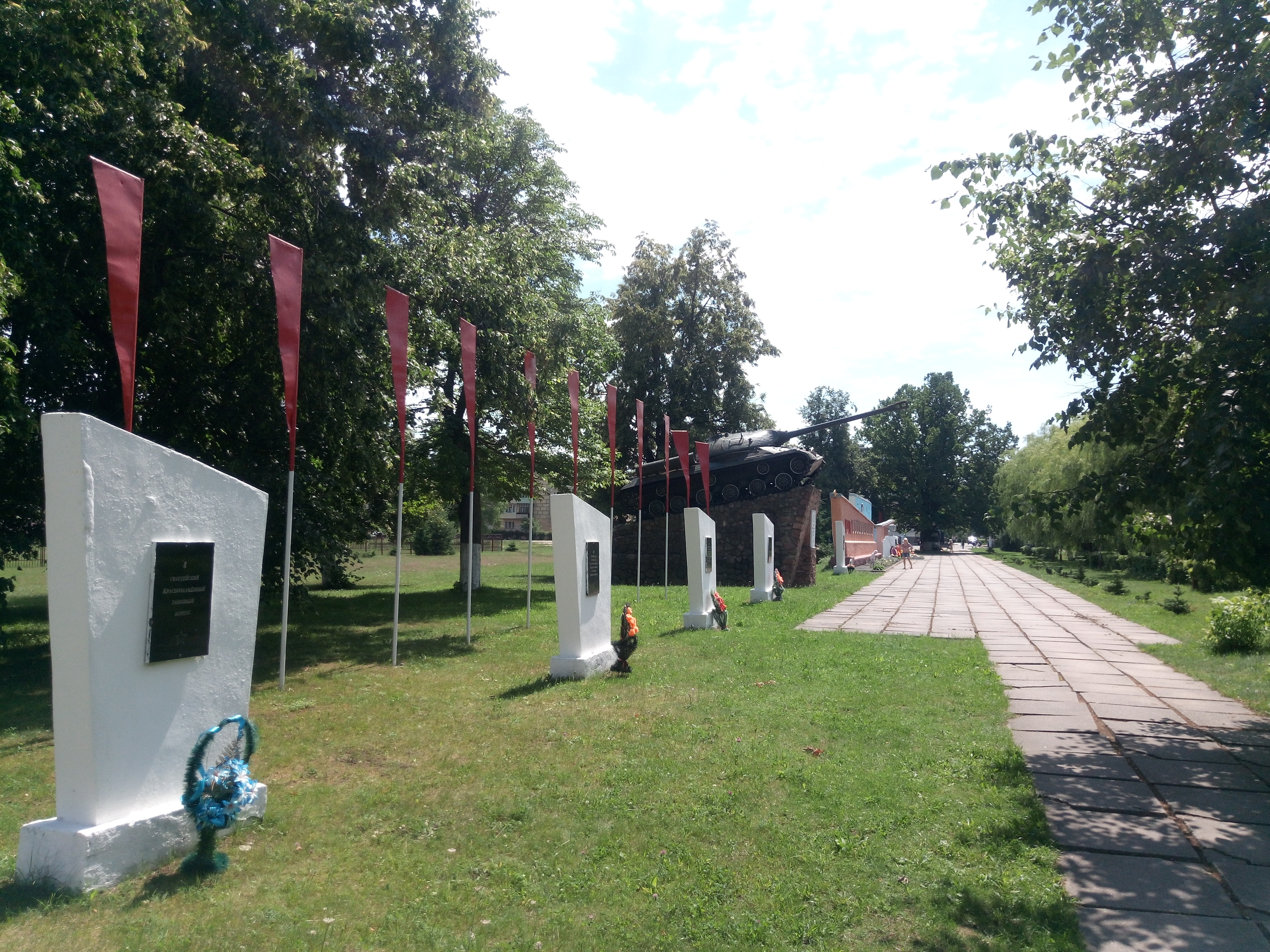
Марьина Горка. Мемориал 8-й танковой дивизии.
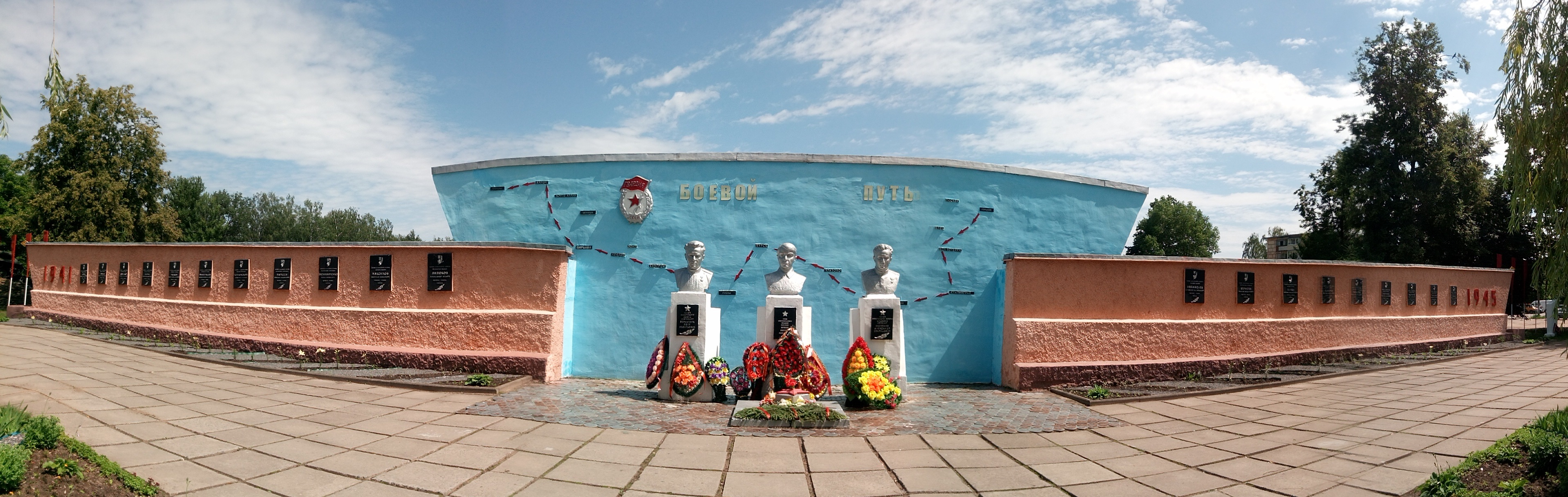
Марьина Горка. Мемориал 8-й танковой дивизии.
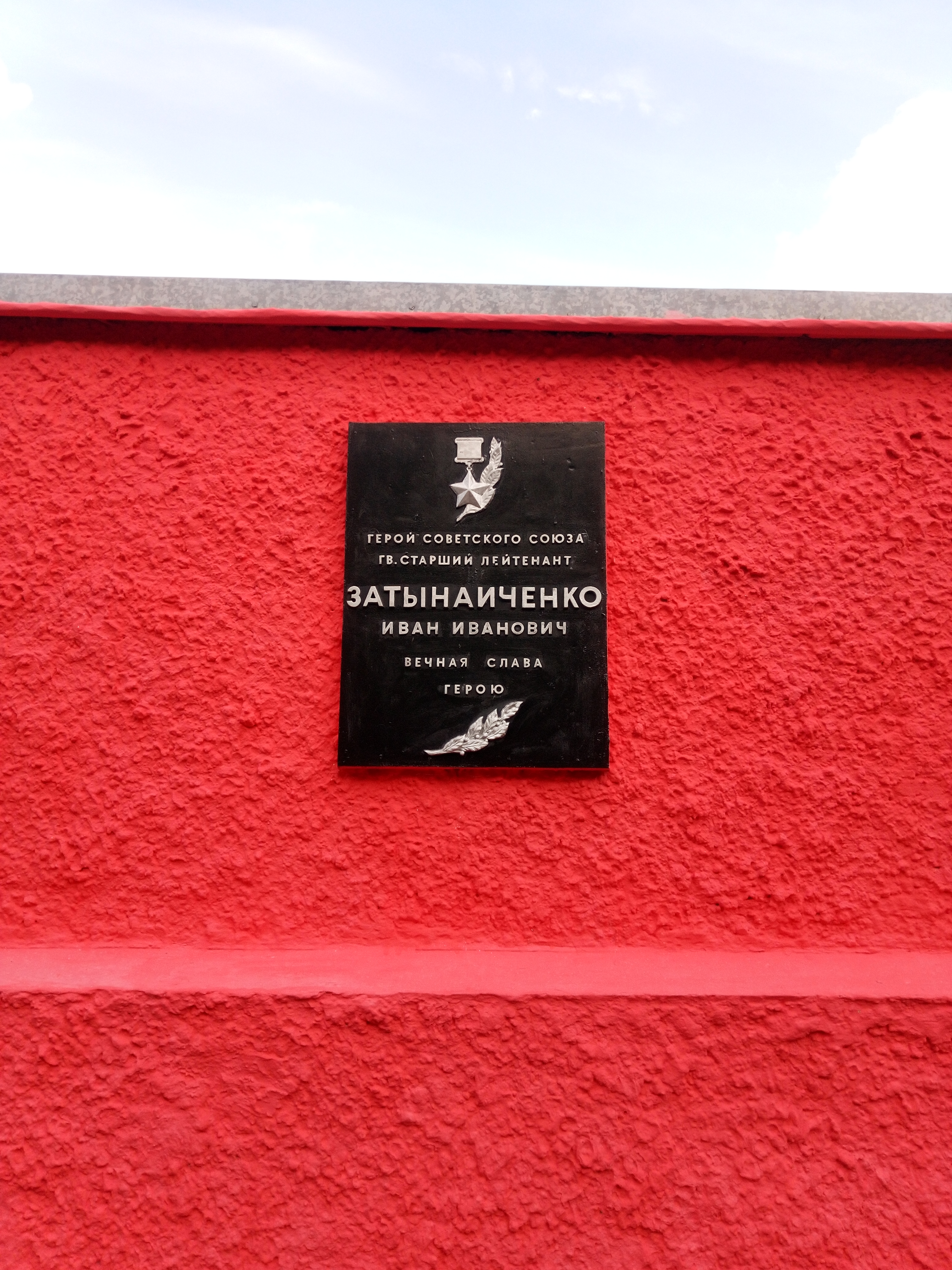
Марьина Горка. Мемориал 8-й танковой дивизии. Памятная доска.